# 東京暗黒街・竹の家
『東京暗黒街・竹の家』（とうきょうあんこくがい・たけのいえ、原題：House of Bamboo）は、1955年に製作されたサミュエル・フラー監督のサスペンス映画である。
ウィリアム・ケイリー監督の『情無用の街』（The Street With No Name, 1948年）の舞台を戦後の東京に置き換えたリメイク作品である。東京（浅草、月島、銀座など）、神奈川（横浜港、鎌倉など）、山梨で、43日間にわたりロケ撮影が行なわれた。室内シーンの多くは、アメリカの撮影所に作られたセットである。
2012年にはサミュエル・フラーの生誕百年を記念して、デジタル修復版が第13回東京フィルメックスで上映された。

## オープニングシーンの撮影
映画のオープニングシーンでは富士山をバックに蒸気機関車が走っているが、これは山梨県の富士山麓電鉄（現・富士山麓電気鉄道富士急行線）の富士吉田駅と河口湖駅の区間約5kmを、20世紀フォックス社が借り切って撮影したものである。当初、20世紀フォックス側からは両駅間を1955年（昭和30年）2月7日から9日まで3日間運休して撮影したい」との打診があり、富士山麓電鉄は「公共の鉄道の運行を中止してまで映画のために貸すわけにはいかない」として一度は断ったが、外務省、運輸省、山梨県、東京都などから「国際親善・観光などに資することなので協力するように」との要請があり、最終的に2月7日から9日のうち午前7時30分から午後4時までを運休して撮影することを承諾した。
この場所が選ばれたのは「富士山をバックに蒸気機関車の走るシーンを撮りたいから」という理由だったが、開業時から電化されていた富士山麓電鉄には蒸気機関車はなく、わざわざ国鉄から借りてきての撮影となった。そのため、電化されて架線のある場所を蒸気機関車が走るシーンとなっている。なお、富士山麓電鉄に蒸気機関車が走るのは開業以来この日が初めてで、大勢の見物人が押し寄せたという。
この映画は、当時のアメリカ人がいだいていた日本のステレオタイプである「ヤクザ（暴力団）、ゲイシャ（芸者）、フジヤマ（富士山）」などを題材にした映画であり、その撮影のためにわざわざ公共の交通機関を3日間にわたり運休させることに対して、一部の国民から反発があった。

## キャスト
- ロバート・ライアン：サンディ・ドーソン
- ロバート・スタック：エディ
- 山口淑子：マリコ
- 早川雪洲：キタ警部
- キャメロン・ミッチェル：グリフ
- ブラッド・デクスター：ハンソン
- デフォレスト・ケリー：チャーリー
- ビフ・エリオット：ウェバー
- サンドロ・ギグリオ：セラン
- 英百合子：叫ぶ日本人女性
- ハリー・ケイリー・ジュニア：ジョン
- ピーター・グレイ：ウィリー
- ロバート・クオリー：フィル
- デフォレスト・ケリー：カーリー
- ジョン・ドゥーセット：スキッパー
- 島田テル：マリコの叔父[3]
- ロバート・ホソイ：医師
- ジャック・マエシロ：バーテン
- メイ・タカスギ：銭湯の番台
- リチャード・ロー：早川雪洲のセリフの吹き替え[3]
- レイコ・佐藤[3]
- ボブ・オカザキ[3]

## スタッフ
- 監督：サミュエル・フラー
- 製作：バディ・アドラー
- 衣裳：チャールズ・ルメイアー